# Лилия Старгейзер
Лилия Старгейзер (англ. Lilium 'Stargazer') — гибрид лилии т. н. «восточной группы», известный своим насыщенным ароматом. Старгейзеры легко выращивать, и они лучше всего растут при ярком солнечном свете в хорошо дренированной суглинистой или песчаной почве. В зрелом состоянии Старгейзер может вырасти до 36 дюймов с размахом от 10 до 14 дюймов с 2-8 цветками на стебле. Период цветения лилии приходится на середину — конец лета.
Старгейзеры часто путают с лилиями сорта Рубрум (англ. Rubrum). Этот сорт считается предшественником Старгейзера, однако, в отличие от последнего, его бутоны направлены вниз. Из-за этого визуально лилии выглядели увядшими. Сорт Старгейзер (или «Звездочёт») был выведен в 1974 году Лесли Вудриффом (Leslie Woodriff), селекционером из Калифорнии, с целью преодолеть этот «дефект». Вудрифф назвал новый вид лилий «Звездочётом», так как его бутоны смотрят вверх.
По мнению многих предпринимателей-флористов, хотя большинству потребителей нравится внешний вид и аромат Старгейзеров и других лилий восточной группы (например, сортов «Сорбонна», розового «Звездного истребителя», «Сибири», белой «Каса Бланки»), некоторых людей все же отталкивает их аромат. Вызывая такие симптомы, как головная боль, тошнота, заложенность носа.
В начале XXI века на крупной коммерческой цветочной ферме, Sun Valley Farms, в Калифорнии вывели вид розовой лилии, похожей на Старгейзера, у которой не было запаха. Однако, производство этого сорта было прекращено из-за отсутствия спроса.
По данным ASPCA, это растение токсично для кошек. Считается, что они вызывают рвоту, отсутствие аппетита, летаргию, почечную недостаточность и даже смерть. Кошки — единственный вид животных, который подвержен заболеванию. Национальный центр по борьбе с отравлениями животных отмечает, что определенные виды лилий могут вызывать почечную недостаточность у кошек, которые проглотили любую часть растения. Общество американских флористов рекомендует хранить лилии в недоступном для кошек месте. Лилии не представляют опасности для других видов домашних животных или людей. Ассоциация любителей кошек предлагает альтернативу этому растению: пасхальные орхидеи, пасхальные кактусы, пасхальные ромашки или фиалки.